# Dicomano
Dicomano – miejscowość i gmina we Włoszech, w regionie Toskania, w prowincji Florencja.
Według danych na rok 2004 gminę zamieszkiwało 4945 osób, 81,1 os./km².